# Helleborus bocconei
Helleborus bocconei är en ranunkelväxtart. Helleborus bocconei ingår i släktet julrosor, och familjen ranunkelväxter.

## Underarter
Arten delas in i följande underarter:
- H. b. bocconei
- H. b. intermedius
- H. b. istriacus

## Bildgalleri

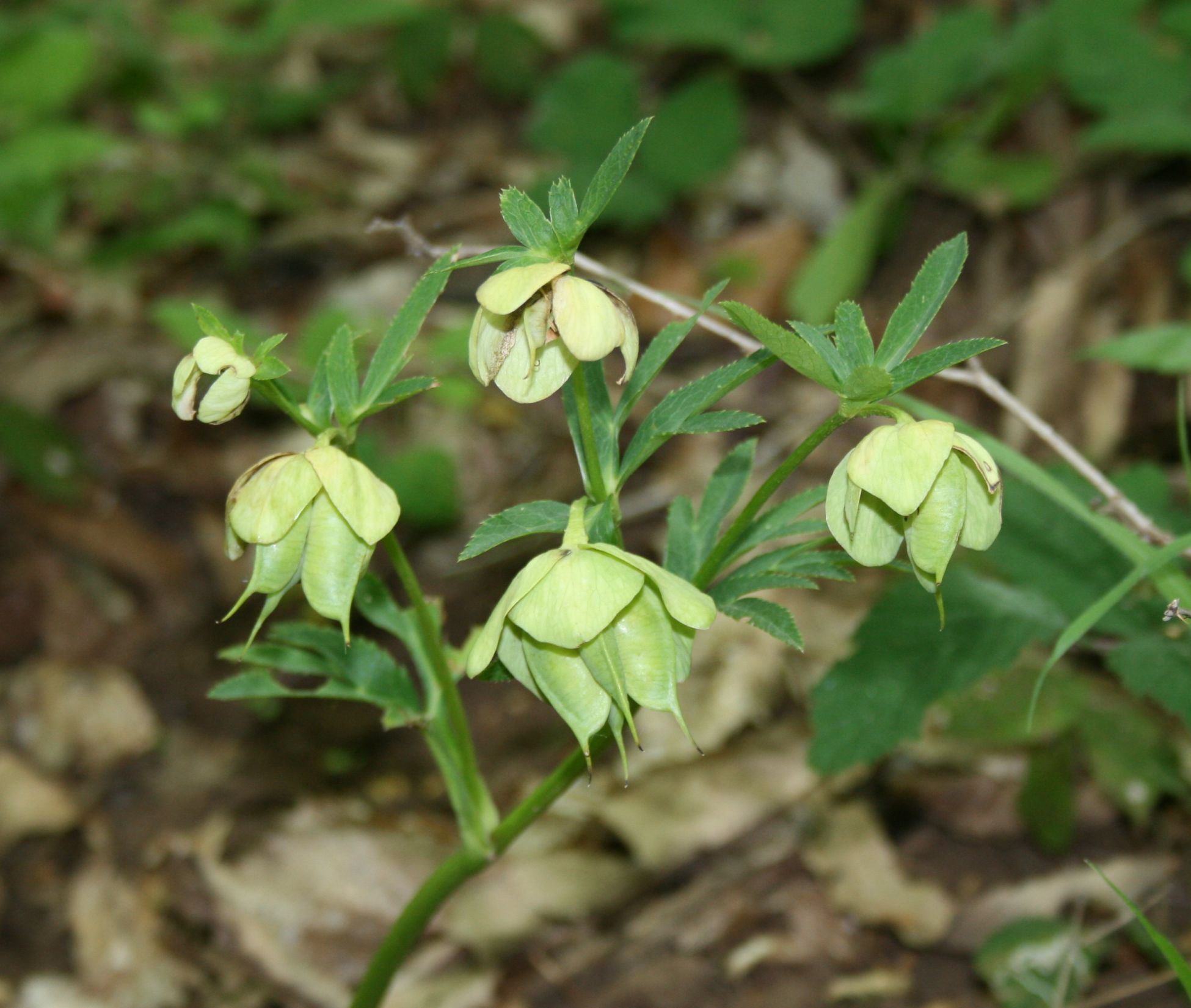
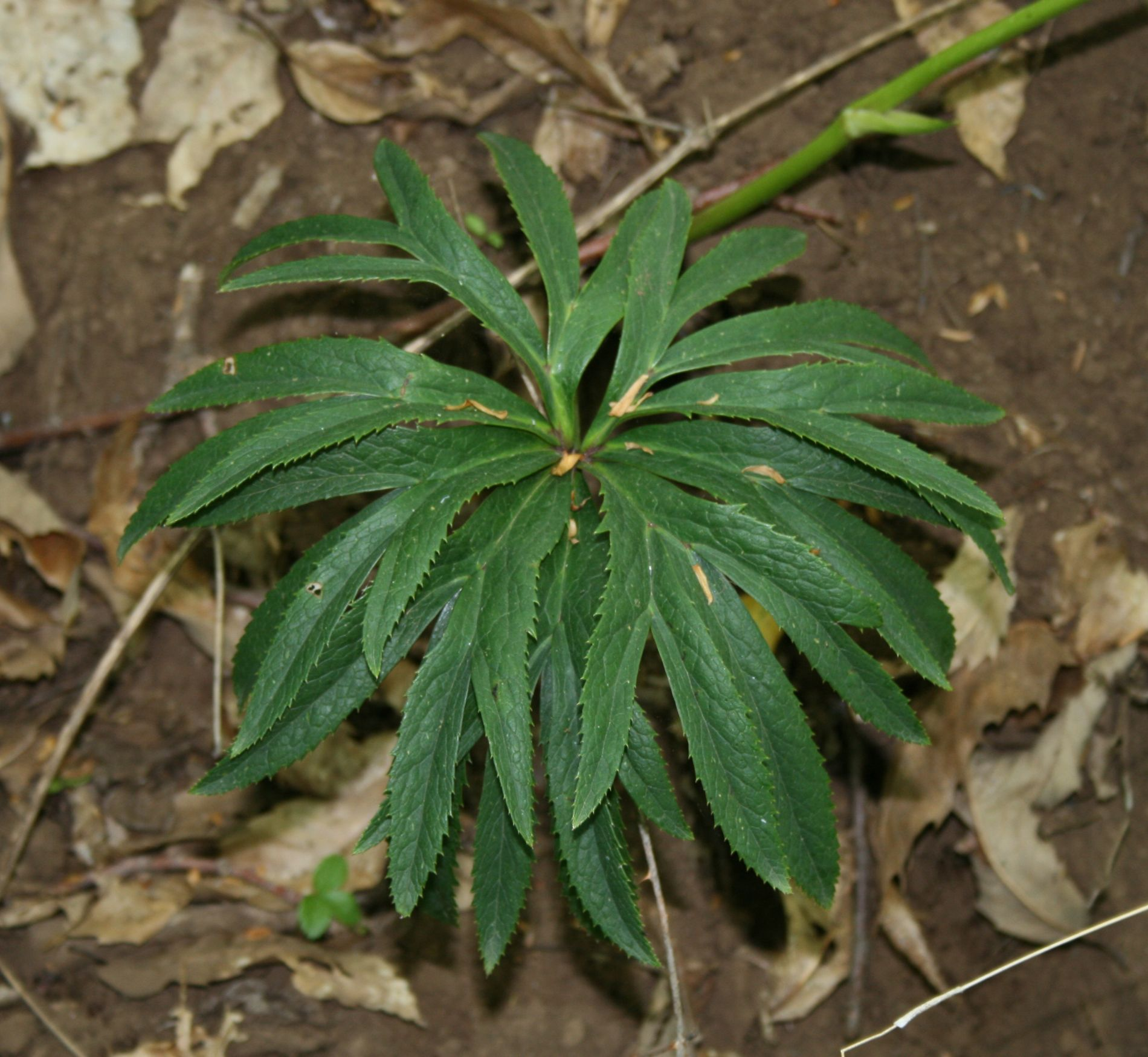
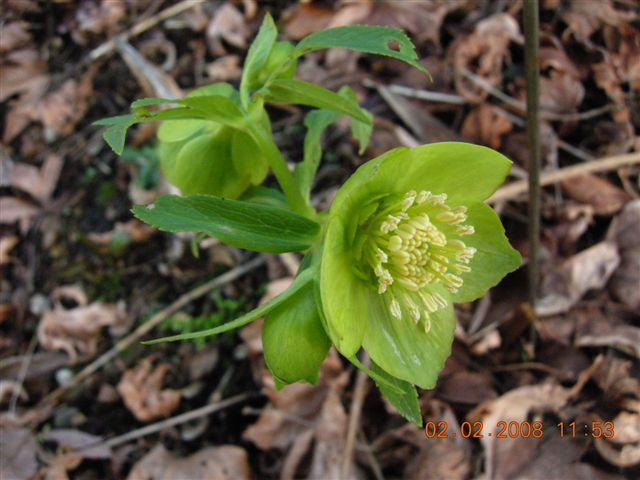